# Михаил Остроградски
Михаил Василиевич Остроградски (на руски: Михаил Васильевич Остроградский) е руски математик, работил в областите на математическия анализ, механиката, математическата физика, теорията на числата, алгебрата и теорията на вероятностите.

## Биография
Роден е на 24 септември 1801 година в село Пашенивка, Полтавска област, днес Украйна.
Между 1816 и 1820 година учи математика при Тимофей Осиповски (1765 – 1832) и завършва Харковския университет. От 1822 до 1826 година учи в Сорбоната и в парижкия Колеж де Франс. През 1828 година, се завръща в Руската империя и се установява в Санкт Петербург, където е избран за член на Петербургската академия на науките. Става професор в руската имперска Висша военно-инженерна школа.
Умира през 1862 година в Полтава. Кременчукският национален университет е кръстен на негово име.

## Научни приноси
През 1836 година Остроградски извежда традиционните днес правила за смяна на променливите (в труда си „За преобразуването на променливите в кратните интеграли“). Класически става и методът му за пресмятане на рационалната част на определен интеграл от рационална функция, известен като Метод на Остроградски-Ермит. Теоремата за дивергенцията във векторното смятане е известна още като Теорема на Гаус-Остроградски.